# Индифатигъбъл (линеен крайцер, 1909)
Индифатигъбъл (на английски: HMS Indefatigable) е линеен крайцер на Британския Кралски флот, от времето на Първата световна война. Главен кораб в едноименната серия от три линейни крайцера.
Представлява увеличена версия на линейният крайцер тип „Инвинсибъл“ с преразгледана схема на защитата, а също и допълнително удължен борд по мидъла, което позволява да се поставят две кули по средата.

## История на службата
Когато започва Първата световна война, „Индифатигъбъл“ служи във 2-ра крайцерска ескадра (BCS) в Средиземно море, където безуспешно преследва линейният крайцер „Гьобен“ и лекия крейсер „Бреслау“ на германския императорски флот, когато те извършват преминаването си в Черно море, към Османската империя. На 3 ноември 1914 г. корабът е подложен на бомбардировка от страна на османските укрепления, защитаващи Дарданелиите, а след това, след ремонт в Малта, през февруари се връща в Обединеното кралство, където се съединява с 2-ра крайцерска ескадра.

## Гибел
„Индифатигъбъл“ е потопен на 31 май 1916 г., по време на Ютландското сражение, което е най-голямо морско сражение във войната. Влиза в крайцерската група на вицеадмирал сър Дейвид Бийти, в началната фаза на боя участва в „спринта на юг“. Снаряд от немския линеен крацер „Фон дер Тан“ в 18:31 пробива кула „Q“, след няколко секунди се взривява погреба на кулата, а малко след това и на кула „Р“. Вторият взрив хвърля големи парчета от кораба на 200 фута (60 м) във въздуха. Само два члена от екипажа, от намиращите се борда 1019, успяват да се спасят.

## Коментари
1. ↑  Всички данни са приведени към момента на влизане в строй.